# Qibaoshan
Qibaoshan är en socken i Kina.   Den är belägen i Liuyangs storstadsområde, provinsen Hunan, i den sydöstra delen av landet, 1 300 km söder om huvudstaden Peking. Antalet invånare är 11495. Befolkningen består av 5 444 kvinnor och 6 051 män. Barn under 15 år utgör 16,0 %, vuxna 15-64 år 71 %, och äldre över 65 år 11,0 %.